# Zincolivenita
La zincolivenita o cincolivenita es un mineral arseniato encuadrado en la clase de los minerales fosfatos, y dentro de esta pertenece al llamado “grupo de la olivenita”. Fue descubierta en las minas de Laurion, en el Ática (Grecia), aprobado como mineral en 2006, siendo nombrada así por su composición de zinc y por su relación con la olivenita. Sinónimos son: zinc-olivenita -antiguamente- o su clave IMA2006-047.

## Características químicas
Es un arseniato hidroxilado de cobre y zinc, que cristaliza en el Sistema cristalino ortorrómbico. Es el mineral intermedio de la serie de solución sólida entre la olivenita (Cu2AsO4(OH)) y la adamita (Zn2AsO4(OH)), con una proporción entre cobre y zinc de 1:1, ordenándose ambos alternadamente en la estructura cristalina de tal forma que se ha sugerido la siguiente fórmula química empírica para la zincolivenita: Cu0.5Zn1.5(AsO4)(OH)-Cu1.5Zn0.5(AsO4)(OH).

## Formación y yacimientos
Se ha encontrado en el interior de cavidades en minas de limonita. Suele encontrarse asociado a otros minerales como: escorodita, alumofarmacosiderita, jarosita, conicalcita o arseniosiderita.